# Jack Stapp
Jack Stapp (* 8. Dezember 1912 in Nashville; † 20. Dezember 1980) war ein einflussreicher US-amerikanischer Manager in der Country-Musik und Gründer des Tree-Publishing-Musikverlags.

## Leben
Stapp wuchs in Atlanta auf und begann bereits als Teenager als Radiomoderator zu arbeiten. Im Alter von siebzehn Jahren war er Amerikas jüngster Programmgestalter. Nach einer mehrjährigen Tätigkeit als Manager in der New Yorker CBS-Zentrale kehrte er 1939 in seine Geburtsstadt Nashville zurück. Hier wurde er Programmdirektor des überregionalen WSM-Senders, der allwöchentlich die Grand Ole Opry Show ausstrahlte. In dieser Eigenschaft leistete er wesentliche Beiträge zu einer behutsamen Modernisierung der Opry.
1951 gründete er gemeinsam mit Lou Cowan den Musikverlag Tree Publishing. Da ihm seine Tätigkeiten bei WSM und der Opry nur wenig Zeit ließen, beauftragte er Buddy Killen mit der Geschäftsführung. Schon nach wenigen Jahren stieg Tree zum bedeutendsten Nashviller Musikverlag auf. 1964 gab Stapp seine anderen Aufgaben auf, um sich ganz auf seine florierende Firma zu konzentrieren. Nach dem Kauf des Konkurrenten Pamper Music 1967 und der Eröffnung mehrerer Auslandsbüros 1969 stieg Tree Publishing endgültig zum unangefochten wichtigsten Musikverlag der Country-Musik auf. Seit 1965 war Stapp Vorstandsmitglied der Country Music Association. 
Jack Stapp starb am 20. Dezember 1980. Seine Firma Tree Publishing wurde von Buddy Killen erfolgreich weitergeführt. 1989 erhielt Stapp die höchste Auszeichnung der Country-Musik: Er wurde in die Country Music Hall of Fame aufgenommen.